# Les Feux de Mansaré
Les Feux de Mansaré è un film del 2009 diretto da Mansour Sora Wade.

## Trama
Mathias, figlio del capo-villaggio cattolico, dopo anni di assenza, torna ormai ricco al villaggio natale e scopre che la fidanzata Nathalie è innamorata di Lamine, un giovane maestro musulmano. Con orgoglio ed arroganza Mathias , che ricorda un anti-eroe da film western, non si fermerà dinanzi a nulla pur di ottenere ciò che vuole.

## Tematica
I grandi temi che scuotono il continente hanno la loro piccola ma tragica ripercussione anche nel tranquillo e tradizionale villaggio di Mansaré che diventa metafora dell'Africa contemporanea.
Il regista mescola in un unico intreccio problematiche diverse della contemporaneità africana. Partendo  dalla situazione politica del Senegal dove la minorità cattolica, ai tempi di Senghor è stata più volte rieletta dai musulmani, Mansour Sora Wade allarga  lo sguardo sul problema dei rifugiati, lo sfruttamento delle risorse minerarie, la Costa d'Avorio e la manipolazione delle informazioni, l'emigrazione clandestina e il contro-esodo degli immigrati.

## Stile
Il regista cita generi da sempre molto apprezzati dal pubblico africano, il Western e Bollywood e attraverso il personaggio del bambino che filma gli avvenimenti omaggia la figura del regista nella veste di moderno griot.